# Nadiacris nitidula
Nadiacris nitidula är en insektsart som först beskrevs av Bolívar, I. 1890.  Nadiacris nitidula ingår i släktet Nadiacris och familjen gräshoppor. Inga underarter finns listade i Catalogue of Life.